# Râul Domald
Râul Domald sau Râul Domolău este un curs de apă, afluent al râului Târnava Mică. 

## Hărți
- Harta județului Mureș